# Orthione
Orthione ist eine Gattung parasitischer Asseln, die Schlamm- und Gespenstkrebse aus den Infraordnungen Axiidea und Gebiidea befallen. In der Gattung sind bislang drei Arten bekannt.

## Merkmale
Die Körper der Weibchen sind breitoval bis fast rechteckig mit nahezu parallelen Seiten. Sie sind zumindest 2/3 so breit wie lang. Der Kopf ist relativ schmal und tief in das Pereon (den Thorax bei Zehnfußkrebsen) eingebettet. Der frontale Rand (Lamina) ist schmal. Die Barbula (lat. Bärtchen, schmale Ausstülpungen an den Seiten) sind an beiden Seiten nur einfach ausgebildet. Palpen an den Maxillipeden fehlen komplett. Die Pereomere (Thoraxsegmente, die nicht mit dem Kopf verbunden sind) sind lateral nicht geteilt. Dorsolateral finden sich unscheinbare, kugelige Ausstülpungen an den Pereomeren. Die Coxaplatten sind zurückgebildet. Das erste Oostegium (eine medial ausgerichtete Lamellenstruktur, die den Coxa entspringt und das Marsupium, die Bruttasche, bildet) ist fast rechteckig. Der innere Rand des Oostegiums ist einfach ohne einen posterolateralen Punkt. Die anderen Oostegien umschließen die Bruttasche.
Das Pleon verschlankt sich zum Körperende schnell, dabei ist das finale (sechste) Pleomer tief in das davorliegende fünfte Pleomer eingebettet. Die fünf Paare von kurzen, feingliedrigen Beinen haben zwei Rami. Sie bedecken die ventrale Oberfläche des Körpers fast komplett, aber ragen kaum über den Rand des Pleons hinaus. Am sechsten Pelomer findet sich ein Paar Anhängsel (Uropod) mit einem Ramus.
Die Körper der Männchen haben fast gerade, parallele Seiten. Die Enden sind glatt abgerundet. Der Kopf ist fast rechteckig und vom Pereon getrennt. Die Pereomere sind durch laterale Vertiefungen getrennt. Die Beine sind alle relativ klein. Die ersten beiden Beine haben längere Dactyli als die Anderen. Der Pleo besteht aus fünf Pleomeren, die gut getrennt sind. Der männliche Krebs hat fünf Paare obskurer, klappenartiger Beine in der Nähe der hinteren Ränder. Deutlich ausgeprägte Uropoen ragen hinter den hinteren Rand des letzten Pelomers.

## Lebenszyklus

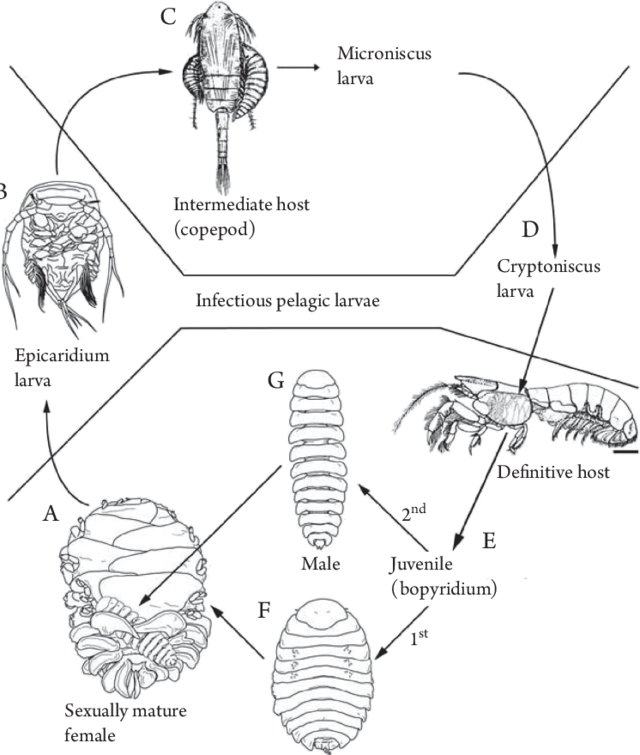
Lebenszyklus von Orthione griffenis

Der Lebenszyklus von Orthione ist sehr ähnlich zu dem anderer Gattungen der Bopyridae. Es gibt drei pelagische Stadien und ein hermaphroditische reproduktives Stadium. Ein geschlechtsreifes Weibchen und ein Männchen treffen sich in der Kiemenhöhle des finalen Wirtskrebses. Das Weibchen entlässt Eier in das externe Marsupium, wo die Eier vom Männchen befruchtet werden. Die Eier werden vom Weibchen gepflegt, bis die freischwimmende Epicaridium-Larven schlüpfen, dies wird auch das Manca-Stadium genannt. Die Larve sucht den ersten Wirt, einen Ruderfußkrebs, und verwandelt sich dort in die parasitische Microniscium-Larve, die vom Ruderfußkrebs lebt. Die Microniscium-Larve erlebt dann nach mehreren Häutungen eine Metamorphose zur pelagischen Cryptoniscium-Larve, die den Endwirt aufsucht. Die erste Larve, die sich auf einem Wirt niederlässt, wird dabei zum Weibchen und jede weitere Larve zu einem Männchen, das auf dem Weibchen lebt.
Die in Asien heimischen Arten Orthione furcata und Orthione griffenis befallen als Wirte Schlamm- und Gespenstkrebse aus den Infraordnungen Axiidea und Gebiidea. So ist zum Beispiel Austinogebia wuhsienweni als Wirt von Orthione griffenis bekannt. Als Neozoon an der Nordamerikanischen Küste werden vor allem die Schlammkrabben Upogebia pugettensis und Upogebia macginitieorum befallen. Die an der Mittelamerikanischen Pazifikküste vorkommende Art Orthione mesoamericana befält Krebse der Gattung Upogebia, die auch der Infraordnung Gebiidea zugerechnet werden.

## Verbreitung
Orthione furcata ist im Westpazifik von China bis Japan verbreitet. Orthione mesoamericana ist an der Pazifikküste von Costa Rica verbreitet.
Das ursprüngliche Verbreitungsgebiet von Orthione griffenis liegt im Gelben Meer, im Japanischen Meer und an der Ostküste von Kyūshū, Shikoku und des südlichen Honshū. Die Art wurde jedoch in den Ostpazifik eingeschleppt und ist jetzt ein Neozoon an der nordamerikanischen Westküste von Niederkalifornien bis in den Golf von Alaska.

## Systematik
Der lateinische Gattungsname Orthione stammt aus dem altgriechischen ὀρθο (orthos), was gerade oder aufrecht bedeutet und auf die fast parallelen Seiten der Tiere verweist, sowie aus Ione, was auf die Gattung Ione (Latreille, 1818), einen der ältesten Namen in der Familie der Bopyridae, verweist.
Innerhalb der Familie der Bopyridae zählt Orthione zur Unterfamilie der Pseudioninae.
Die Typusart der Gattung ist Pseudione furcata, die 1904 von Harriet Richardson erstbeschrieben wurde. Die Erstbeschreibung von Richardson beruht auf einem weiblichen Exemplar.
Die Gattung kennt drei Arten:
- Orthione furcata Richardson, 1904
- Orthione griffenis Markham, 2004
- Orthione mesoamericana Markham, 2004